# Stromatinia rapulum
Stromatinia rapulum är en svampart som först beskrevs av Pierre Bulliard (v. 1742–1793), och fick sitt nu gällande namn av Jean Louis Emile Boudier 1907. Stromatinia rapulum ingår i släktet Stromatinia och familjen Sclerotiniaceae.   Inga underarter finns listade i Catalogue of Life.